# 黃凱盈
黃凱盈（1987年—），政黨民主黨籍政治人物，曾為香港北區區議會粉嶺市選區區議員，現時已移居海外。

## 政治生涯

### 參與2019年區議會選舉
2019年區議會選舉，原屬聯和墟選區的瓏山1號獲編配至此選區。而在是次選舉中，競逐連任的彭振聲遇上民主黨成員黃凱盈挑戰；而上屆選舉在毗鄰的祥華選區競逐第二度連任失敗葉曜丞，亦選擇在此選區意圖東山再起。最終黃成功以900多票的差距成功擊敗彭當選，而葉曜丞只得290票。
| 政党   | 政党         | 候选人    | 票数  | %     | ±      |
| ------ | ------------ | --------- | ----- | ----- | ------ |
|        | 新界社團聯會 | ①. 葉曜丞 | 290   | 5.94  | 不適用 |
|        | 民主黨       | ②. 黃凱盈 | 2,761 | 56.57 | 不適用 |
|        | 獨立         | ③. 彭振聲 | 1,830 | 37.49 | ▼25.45 |
| 多数票 | 多数票       | 多数票    | 931   | 19.07 | ▼6.82  |

### 區議會問政
黃凱盈在北區區議會2020-2021年度共加入6個委員會。
- 社區建設及環境改善委員會副主席（2020年-2021年）
- 社會事務委員會委員（2020年-2021年）
- 交通及運輸委員會委員（2020年-2021年）
- 土地發展、房屋及工程委員會委員（2020年-2021年）
- 保安事務委員會委員（2020年-2021年）
- 新型冠狀病毒工作小組主席（2020年-2021年）